# Questa
Questa és una vila dels Estats Units a l'estat de Nou Mèxic. Segons el cens del 2000 tenia 1.864 habitants.

## Demografia
Segons el cens del 2000, Questa tenia 1.864 habitants, 741 habitatges, i 512 famílies. La densitat de població era de 140,8 habitants per km².
Dels 741 habitatges en un 35,6% hi vivien nens de menys de 18 anys, en un 49,3% hi vivien parelles casades, en un 13,8% dones solteres, i en un 30,8% no eren unitats familiars. En el 26,5% dels habitatges hi vivien persones soles el 9,9% de les quals corresponia a persones de 65 anys o més que vivien soles. El nombre mitjà de persones vivint en cada habitatge era de 2,52 i el nombre mitjà de persones que vivien en cada família era de 3,02.
Per edats la població es repartia de la següent manera: un 28% tenia menys de 18 anys, un 7,4% entre 18 i 24, un 26,3% entre 25 i 44, un 25,4% de 45 a 60 i un 12,9% 65 anys o més.
L'edat mediana era de 38 anys. Per cada 100 dones de 18 o més anys hi havia 95,3 homes.
La renda mediana per habitatge era de 23.448 $ i la renda mediana per família de 30.000 $. Els homes tenien una renda mediana de 26.667 $ mentre que les dones 20.000 $. La renda per capita de la població era de 13.303 $. Aproximadament el 20,7% de les famílies i el 24,3% de la població estaven per davall del llindar de pobresa.

## Poblacions més properes
El següent diagrama mostra les poblacions més properes.